# Daniel Federspiel
Daniel Federspiel (Imst, 21 de abril de 1987) es un deportista austríaco que compite en ciclismo, en las modalidades de montaña y ruta.
Ganó cuatro medallas en el Campeonato Mundial de Ciclismo de Montaña entre los años 2012 y 2016, y cuatro medallas en el Campeonato Europeo de Ciclismo de Montaña entre los años 2013 y 2017.
Desde el año 2019 compite en carretera, primero con el equipo Vorarlberg y desde 2021 con el Felbermayr.

## Medallero internacional
| Campeonato Mundial | Campeonato Mundial           | Campeonato Mundial | Campeonato Mundial |
| Año                | Lugar                        | Medalla            | Competición        |
| ------------------ | ---------------------------- | ------------------ | ------------------ |
| 2012               | Leogang/Saalfelden (Austria) | Medalla de bronce  | Eliminación        |
| 2013               | Pietermaritzburg (Sudáfrica) | Medalla de plata   | Eliminación        |
| 2015               | Vallnord (Andorra)           | Medalla de oro     | Eliminación        |
| 2016               | Nové Město (República Checa) | Medalla de oro     | Eliminación        |
| Campeonato Europeo |                              |                    |                    |
| Año                | Lugar                        | Medalla            | Competición        |
| 2013               | Berna (Suiza)                | Medalla de oro     | Eliminación        |
| 2014               | St. Wendel (Alemania)        | Medalla de oro     | Eliminación        |
| 2016               | Huskvarna (Suecia)           | Medalla de plata   | Eliminación        |
| 2017               | Darfo Boario (Italia)        | Medalla de plata   | Eliminación        |

## Palmarés
2020
- 2.º en el Campeonato de Austria en Ruta [1]